# آرتیاروی
آرْتیارْوی (به فنلاندی: Artjärvi) یک منطقهٔ مسکونی در فنلاند است که در پی‌ینه تاواستیا واقع شده‌است. آرتیاروی ۱۹۷٫۳۳ کیلومتر مربع مساحت و ۱٬۴۱۲ نفر جمعیت دارد.